# Pleiogynium timoriense
Pleiogynium timoriense là một loài thực vật có hoa trong họ Đào lộn hột. Loài này được (A. DC.) Leenh. miêu tả khoa học đầu tiên năm 1952.